# Kamensko (Olovo)
Kamensko es un pueblo ubicado en el municipio de Olovo, en el cantón de Zenica-Doboj, Bosnia y Herzegovina.

## Superficie
Posee una superficie de 71,59 kilómetros cuadrados.

## Demografía
Hasta 2013 la población era de 634 habitantes, con una densidad de población de 8,9 habitantes por kilómetro cuadrado.